# Visoko, Šenčur
Visoko je naselje v Občini Šenčur.